# Nowy cmentarz żydowski w Gołdapi
Nowy cmentarz żydowski w Gołdapi – został założony w końcu XIX wieku i zajmuje powierzchnię 0,1 ha. Wskutek dewastacji w okresie III Rzeszy zachowało się jedynie około dwudziestu podstaw nagrobków oraz fragmenty muru.